# Catedral de San Swithun (Stavanger)
La Catedral de Stavanger (en noruego, Stavanger domkirke) es la más antigua de Noruega. Se halla situada en el centro de la ciudad de Stavanger y es la sede de la diócesis luterana del mismo nombre.  Hasta la Reforma protestante, la catedral fue católica. La construcción, de estilo románico y gótico, comprende aproximadamente desde 1100 hasta 1125, y su material principal es esteatita.
Está consagrada a la Virgen María y San Swithun, el santo patrón de la ciudad.

## Historia
La construcción se inició por iniciativa del primer obispo católico de Stavanger, Reinaldo, quien de acuerdo a las sagas era un misionero inglés. Probablemente Reinaldo provenía de Winchester, la sede del obispado de San Swithun. Desde el principio la catedral recibió el nombre oficial de Iglesia de San Swithun.
Un incendio en la ciudad en 1272 ocasionó que se realizaran obras de reconstrucción en la iglesia en 1276, por órdenes del obispo Arne. A la obra románica original se agregó una nueva sección hacia el occidente, que incluyó la actual fachada occidental y el coro. Asimismo se remodeló la fachada oriental con una obra gótica de alta calidad artística.
En la década de 1860 se inició una nueva fase de reparaciones, y se realizaron cambios significativos en la decoración de los muros exteriores. Sin embargo, la restauración a fondo que se llevó a cabo entre 1939 y 1964, dirigida por Gerhard Fischer tuvo entre sus objetivos la recuperación de las características de la obra medieval, y los cambios del siglo XIX fueron revertidos.

## Descripción

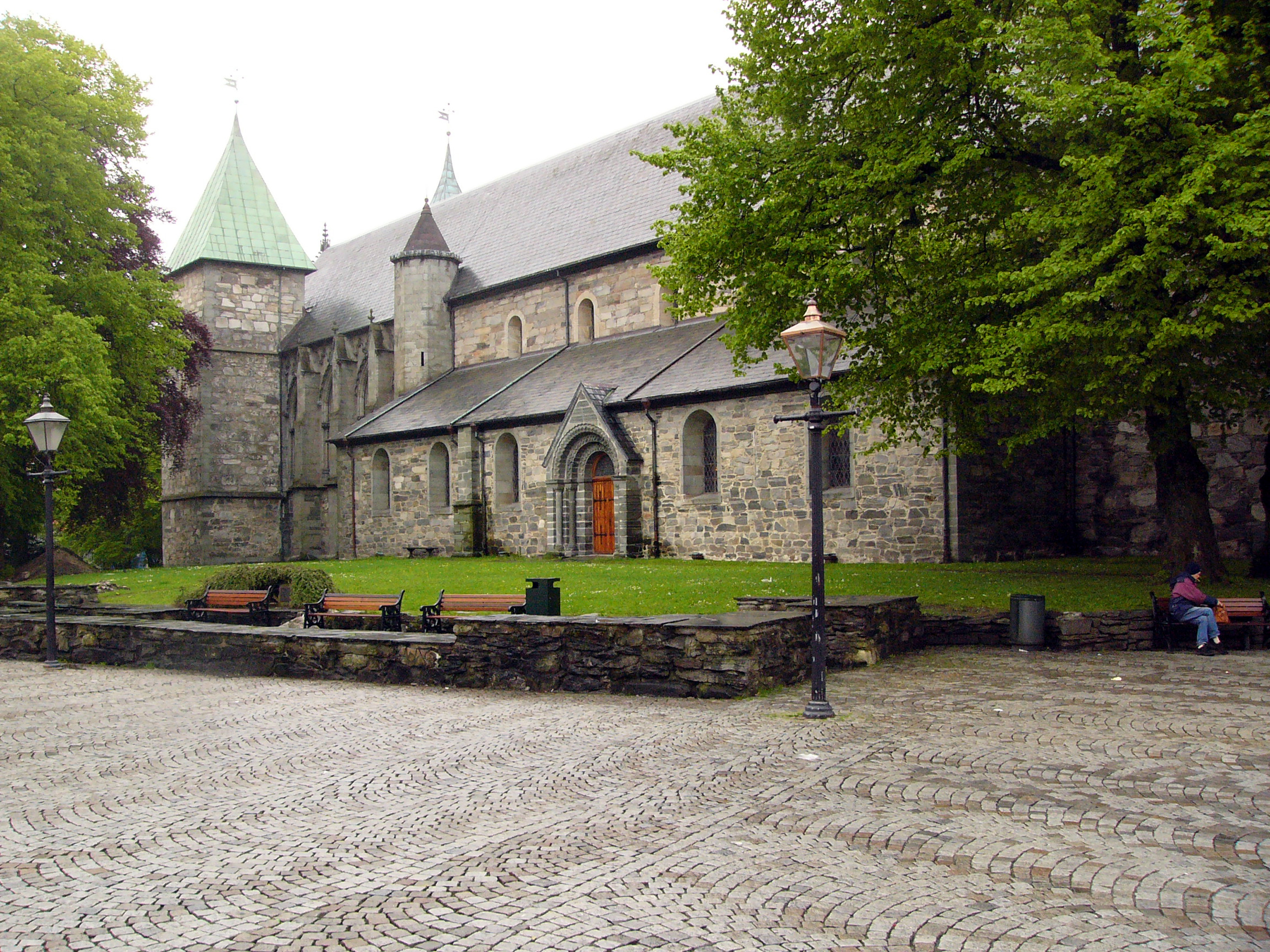
Lado norte de la catedral, con la parte románica en primer plano, y al fondo la parte gótica.

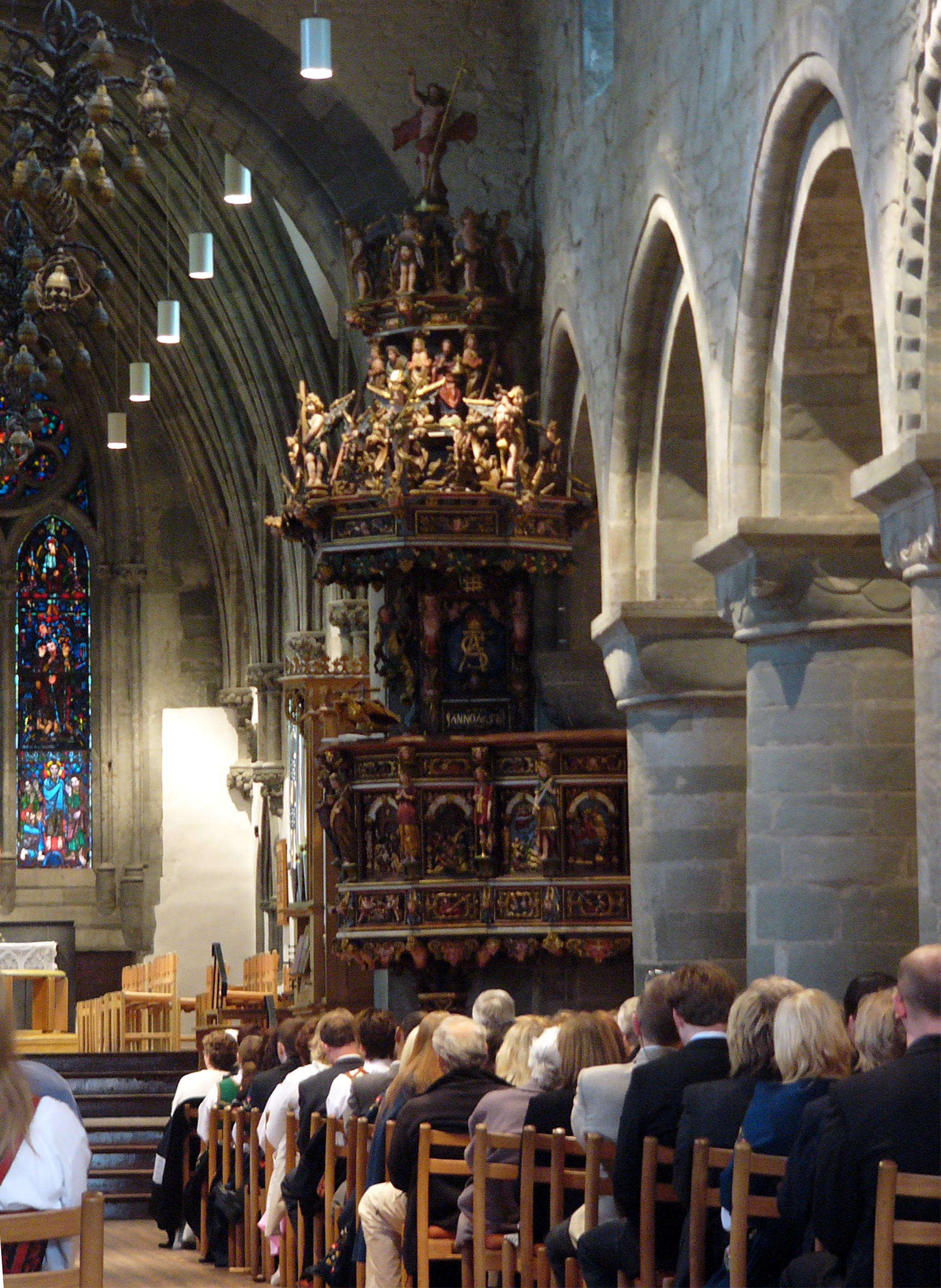
Interior de la Catedral

La parte románica del edificio destaca por su austeridad, y consiste de la nave de la iglesia. Una fila de columnas con capiteles de distinta decoración separa la nave principal de cada una de las dos naves laterales. En los lados de cada nave lateral se halla un portal con un dintel agudo y arcos semicirculares románicos. El coro es más estrecho que la nave y es de estilo gótico, sin secciones laterales, aunque en el extremo oriental se ajusta a la anchura de la nave por la presencia de dos torres laterales.
La fachada oriental se sitúa en el extremo del coro, es de estilo gótico y por su belleza se considera la fachada principal, si bien la entrada se sitúa en el punto cardinal opuesto. Tanto la ave como la fachada oriental tienen grandes ventanas de arcos agudos con ricas ornamentaciones de tracería, así como vitrales.  La fachada occidental, también gótica, es bastante sencilla, con un único portal.
Las imágenes religiosas dispuestas en nichos en la fachada oriental son obra de Stinius Fredriksen, de 1962, y entre ellas se encuentra San Swithun. Otros elementos destacables son un púlpito barroco de 1658, de Anders Smith, y la pila bautismal, del siglo XIII.